# Вітас Ґедвілас
Вітас Ґедвілас (лит. Vydas Gedvilas; *17 травня 1959, село Ужгіряй, Кельмеський район, Шяуляйський повіт, Литва) — баскетбольний тренер, доктор біомедицини, політичний і громадський діяч Литви, голова Литовського Сейму (2012-2013).

## Освіта
Закінчив середню школу в містечку Луоке, Тельшяйський район в 1977. У 1981 з відзнакою закінчив Інститут фізичної культури Литви в Каунасі за фахом викладач фізвиховання. Там же закінчував аспірантуру в 1985-1988. У 1989 захистив докторську дисертацію і має звання доктора біомедицини. З 1981 викладач Академії фізичної культури Литви. У 2001-2004 обіймав посаду проректора академії.
Володіє німецькою мовами.

## Кар'єра

### Спорт
У 1988-1993 був асистентом тренера баскетбольної команди «Атлетас» Інституту фізичної культури; за цей час команда стала тричі чемпіоном Литви. У 1993-2004 — головний тренер жіночої баскетбольної команди «Вікторія» Академії фізичної культури. Під його керівництвом команда стала чемпіоном Литви, чемпіоном серед балтійських країн, брала участь в Єврокубку, потрапивши в 16 найсильніших команд континенту.
У 1996-2002 — старший тренер жіночої збірної Литви з баскетболу. За цей час жіноча збірна Литви, перший раз в історії литовського баскетболу, стала чемпіоном Європи 1997, посіла шосте (1999) і четверте (2001) місця, брала участь у двох чемпіонатах світу, посівши шосте (1998) і одинадцяте (2002) місця.
У 1999 студентська збірна Литви, під керівництвом Ґедвіласа, на універсіаді в Іспанії посіла п'яте місце.

### Політика
З 2004 член партії праці Литви. З 2004 — член Сейму Литви. в 2011-2012 член ради самоврядування міста Каунаса. 19 листопада 2012 був обраний Головою Литовського Сейму. Після відставки з поста першого віце-спікера Сейму Вітаутаса Гапшіса, звинуваченого в несплаті штрафу, подав заяву про звільнення з посади спікера.

## Сім'я
Перша дружина Олена, у них двоє дітей: дочка Аквіле і син Мартінас. 17 травня 2012 одружився вдруге на Іоланті Грізіцкайте — соціальному працівнику Йонавского самоврядування, має онука Габріеля.

## Звання та нагороди
- Почесний президент асоціації баскетбольних тренерів Литви, член виконавчого комітету федерації баскетболу Литви.
- Автор наукових статей, методичних посібників, учасник багатьох Литовських і міжнародних наукових конференцій.
- У 1997 присвоєно звання заслуженого тренера Литови і вища категорія тренера-експерта.
- За заслуги нагороджений Орденом Великого князя Литовського Гедимінаса 3-го ступеня (лицарський хрест).